# Mallodeta sortita
Mallodeta sortita là một loài bướm đêm thuộc phân họ Arctiinae, họ Erebidae.